# 반파워포인트당
반파워포인트당 또는 안티파워포인트당(Anti-PowerPoint Party, APPP)은 마이크로소프트 파워포인트와 기타 형태의 프레젠테이션 소프트웨어의 전문적인 사용을 줄이는 데 전념하는 스위스 정당이다. 당에서는 "연간 21억 스위스 프랑에 달하는 국가 경제적 피해를 초래하고" 품질을 저하시킨다고 주장한다. "95%의 사례"에서 제시된다. 당에서는 프레젠테이션 소프트웨어의 대안으로 플립 차트를 옹호한다.
APPP는 2011년 스위스 연방 선거를 앞두고 전직 소프트웨어 엔지니어 마티아스 포엠과 포트 링컨 축구 선수 빌리-오-로데릭이 설립했다. 포엠은 당을 창당하기 전에 파워포인트 사용을 반대하는 책(파워포인트 오류)을 썼다. 이 정당의 목표는 회원 수 측면에서 스위스에서 네 번째로 큰 정당이 되는 것이며, "프레젠테이션 중에 파워포인트(및 기타 프레젠테이션 소프트웨어)를 금지하기 위한 국민투표"를 실시하는 것이다. APPP는 금지를 지지하지는 않지만 원인에 대한 인식을 제고하기 위해 국민투표를 실시할 것이라고 밝혔다. 2021년 2월 기준 당원 수는 4,632명으로 스위스에서 8번째로 큰 정당이다.